# 国家银行钱币博物馆
国家银行钱币博物馆是位于马来西亚首都吉隆坡的一所博物馆。馆内陈列着马来西亚各种纸币、硬币、纪念币、代用货币、罕有钱币、旧货币、钱币样本和外币。

## 历史
该博物馆于1989年4月5日由时任首相马哈迪·莫哈末的夫人茜蒂哈斯玛配合马来西亚国家银行成立30周年主持开幕。

## 结构
国家银行钱币博物馆有4层楼，每层楼2个展厅，一共6个展厅。

### 鹦鹉螺旋楼梯

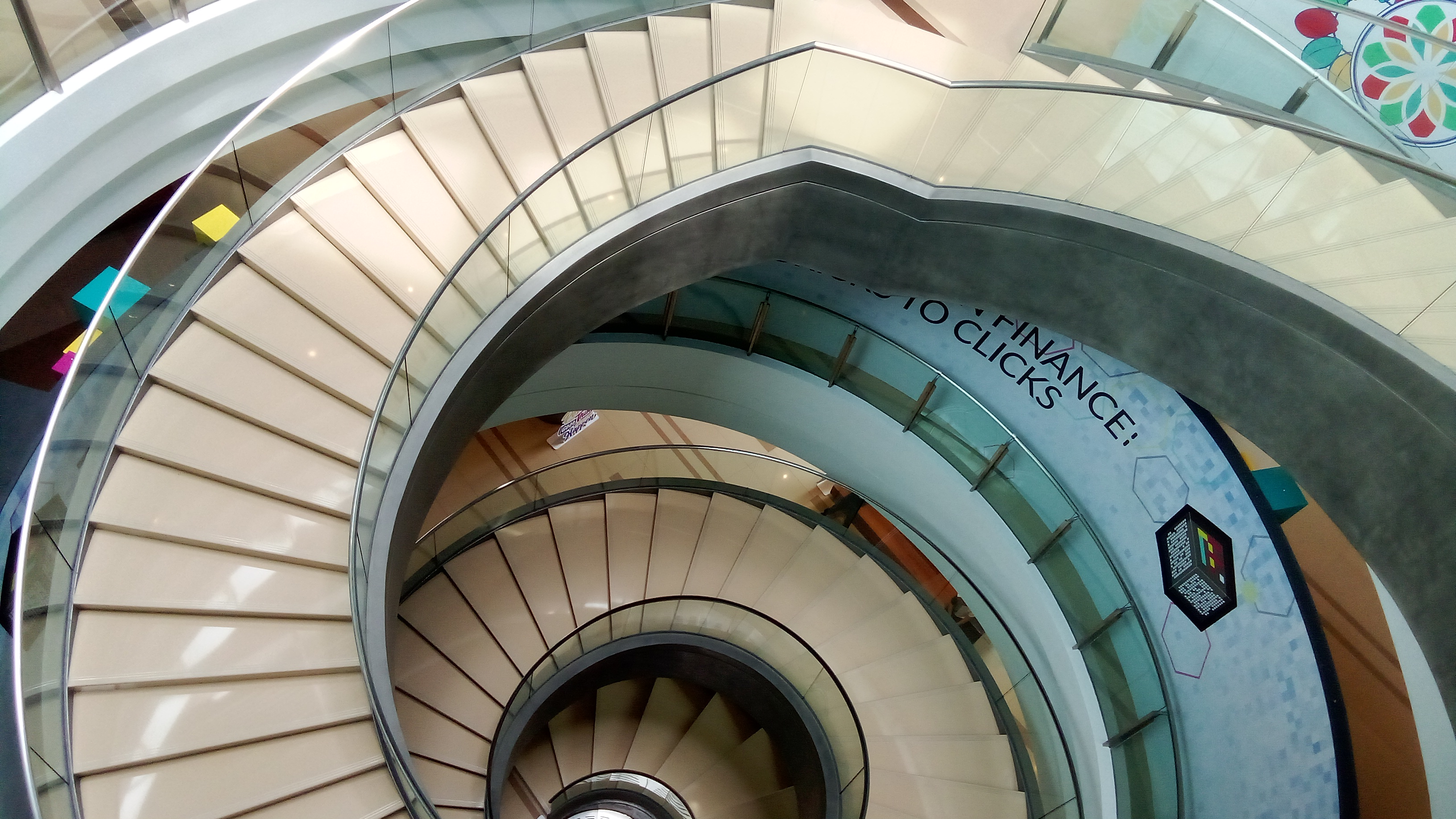
鹦鹉螺旋楼梯

鹦鹉螺旋楼梯（英文：The Nautilus Staircase）位于底层大厅中间，它从底层大厅开始向上连接每一层楼。螺旋的图形元素代表了永不停歇的求知欲望。

### 展厅

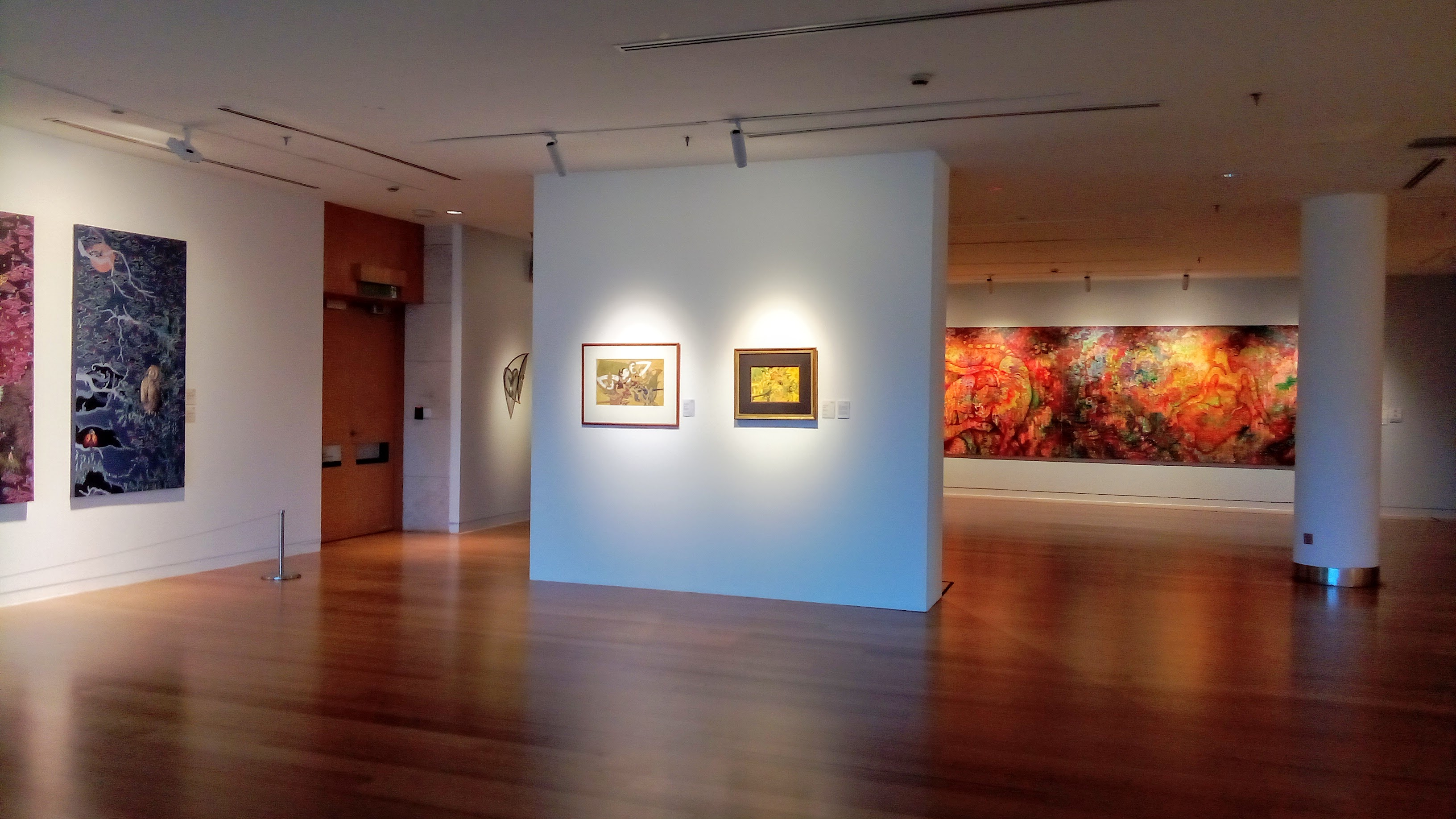
艺术展厅

| 楼层 | 展厅                                               |
| ---- | -------------------------------------------------- |
| GF   | 儿童展厅                                           |
| 1F   | - 马来西亚国家银行展厅 - 经济展厅 - 伊斯兰金融展厅 |
| 2F   | 货币展厅                                           |
| 3F   | 艺术展厅                                           |

## 开放讯息
票价：免费
开放时间：
- 星期一：关闭
- 星期二至星期日：上午10点至下午5点